# Hugo Rignold
Hugo Henry Rignold (Kingston upon Thames, 15 maggio 1905 – Hampstead, 30 maggio 1976) è stato un direttore d'orchestra e violinista inglese, meglio noto come direttore musicale del Royal Ballet (1957-1960) e direttore della City of Birmingham Symphony Orchestra (1960-1968).
Dopo aver suonato il violino e registrato con molti gruppi di jazz e danza e aver diretto la propria London Casino Orchestra, nel 1920 e 1930, durante la seconda guerra mondiale, Rignold cominciò a dirigere orchestre classiche. Successivamente diresse l'opera al Covent Garden e poi la Liverpool Philharmonic, a partire dalla fine del 1940, seguito dal Royal Ballet e dalla sua lunga direzione della Birmingham.

## Biografia
Nato a Kingston upon Thames, in Inghilterra, figlio del direttore d'orchestra Hugo Charles Rignold e della cantante d'opera Agnes Mann, Rignold fu portato in Canada quando i suoi genitori emigrarono a Winnipeg nel 1910. Iniziò lo studio del violino da bambino con John Waterhouse a Winnipeg e suonò nell'orchestra del Teatro di Winnipeg. Dopo il ritorno in Inghilterra nel 1921, studiò alla Royal Academy of Music e poi lavorò come fabbro per un certo periodo.

### Inizi della carriera
Negli anni 1920 e 1930 Rignold suonò il violino con molte bande di jazz e di danza dell'epoca, comprese quelle di Mantovani, Jack Hylton, Jack Harris, Fred Hartley, Ambrose, Lew Stone e Jay Wilbur. Rignold era altamente considerato come jazzista. Nel 1936 la rivista The Gramophone scrisse di lui: "Con la possibile eccezione dell'artista negro Eddie South e il nostro Eric Siday, che si trova all'estero, ci sono stati solo due violinisti che hanno finora significato qualcosa per il jazz, Joe Venuti, naturalmente e, più recentemente, il musicista francese Stephane Grappelly (sic). A mio parere Hugo Rignold è un artista più grande di tutti loro." Rignold ha continuato a dirigere la propria London Casino Orchestra.
Fece molte registrazioni con questi musicisti, un buon numero delle quali sono state ripubblicate su CD. Altri musicisti classici come Leon e Sidonie Goossens, fecero altrettanto, ma questi primi dischi di jazz e danza crearono una certa condiscendenza un po' snob verso Rignold, più avanti nella sua carriera (come dopo successe ad André Previn). Le registrazioni del 1920, in cui Rignold suonava con la Jack Hylton Orchestra comprendono "Oh, Lady Be Good" di George Gershwin, registrata il 29 marzo 1926 e "Gli uomini preferiscono le bionde" di Irving Berlin, registrata il 17 agosto 1926. Entrambe furono incise per la HMV presso gli studi della società ad Hayes, Middlesex. Più tardi, con Hylton come suo mentore, fondò e guidò la sua band, che stava suonando fino dall'inizio della Seconda Guerra Mondiale.
Rignold si sposò tre volte: nel 1934 con Rita Mary Gaylor (l'attrice Molly Gay); nel 1941 con Phyllis Stanley; e nel 1948 con Patricia Horton. Ebbe una figlia da ciascuno dei primi due matrimoni. La più grande era Jennifer Gay, che divenne la prima studentessa annunciatrice della tv, per l'Ora del Bambino , sulla BBC.

### Dopoguerra
Mentre prestava servizio nella Royal Air Force nel 1944, Rignold ebbe la possibilità di dirigere l'Orchestra della Palestina, ora l'Orchestra filarmonica d'Israele e da allora in poi la sua carriera è rimasta all'interno della sfera classica. Fu direttore del personale presso la Royal Opera House, Covent Garden, 1947-1948; diresse la Liverpool Philharmonic (non ancora 'Royal') nel 1940 e 1950, succedendo al popolare Malcolm Sargent. Un "periodo di disordini e conflitti" accompagnò l'inizio del regno di Rignold a Liverpool: Rignold sostituì molti dei musicisti più anziani dell'orchestra e alcuni del pubblico rimasero sfavorevolmente colpiti dalla sua carriera nella musica popolare.
Nella stagione 1949/1950 con la Liverpool Philharmonic, Rignold diresse 34 concerti, con direttori ospiti, tra cui Sargent, Rafael Kubelík, Zoltán Kodály, Sir Adrian Boult and Sir Thomas Beecham, dirigendo un totale di 19 altri concerti. La programmazione di Rignold mantenne un equilibrio tra la presentazione di opere moderne e classiche accettate e la prima assoluta di nuove opere, tra cui la suite di Sergei Prokofiev da Cinderella e opere di Bohuslav Martinů, E. J. Moeran e Gordon Jacob.
Dal 1957-1960 Rignold fu direttore musicale del Royal Ballet. Nel 1960 divenne direttore stabile della City of Birmingham Symphony Orchestra, quando Andrzej Panufnik inaspettatamente si dimise. Rimase a Birmingham fino al 1968.
Rignold fece una serie di registrazioni di musica classica, ma non aveva un contratto a lungo termine con una delle case discografiche, con la conseguenza che il suo repertorio registrata era un po' disordinato - concerti, o selezioni di artisti lirici (tra cui Maggie Teyte) e musica per balletto. La maggior parte dei suoi dischi sono stati effettuati nell'epoca mono e alcuni sono stati ripubblicati su CD.
Era un appassionato di auto e un pilota di talento: si diceva che "non sarebbe fuori luogo sul circuito di un Grand Prix".